# Рей Лапіка
Рей Ла́піка, також відомий як Роман Ле́піка (англ. Ray Lapica; нар. 13 листопада 1915 — 16 травня 2000, Ріверсайд, Каліфорнія, США) — американський журналіст, письменник та правник українського походження.

## Життєпис
Народився Рей Лапіка у 1915 року в Каліфорнії США у родині вихідців з Галичини.
Рей Лапіка автор 15 п'єс та 5 романів. Пише англійською мовою.
В Україні друкувався у часописах «Всесвіт» та «Українська Культура».
9 березня 2003 року Національний академічний український драматичний театр імені Марії Заньковецької поставив виставу «Державна зрада» за п'єсою Рея Лапіки у перекладі з англійської Миколи Рябчука. Режисер-постановник вистави — Федір Стригун. У 2013 році вистава «Державна зрада» була записана у рамках радіопроекту «Театр перед мікрофоном -21 століття» Національної радіокомпанії України.

## Твори видані українською
- Рей Лапіка. Державна зрада?: Десять п'єс американця про Україну. Переклад з англійської Микола Рябчик. Видавництво: «Ex Libris (видавництво)», Київ. 512c. 1995[6].